# Blomsterananassläktet
Blomsterananassläktet (Aechmea) är ett släkte i familjen ananasväxter som omfattar 268 arter. Bland dessa arter återfinns blomsterananasen. Arterna omnämns på svenska, precis som andra ananasväxter, ofta som bromelior, i synnerhet när de används som krukväxter.
Bland arterna i blomsterananassläktet finns både jordväxande och så kallade tankbromelior, det vill säga ananasväxter som samlar vatten i en tät bladrosett. Däremot innehåller släktet inte några luftbromelior, det vill säga arter som växer fritt hängande från grenar.
Arternas storlek spänner från en diameter och höjd på cirka 20 centimeter, till över 2 meter. De flesta arterna är epifyter. Blomfärgen är vanligen blå eller blåröd och omsluts av färgade högblad. Arterna producerar stora mängder nektar, och pollineras av kolibrier. De producerar röda eller blå bär vilka äts av fåglar (och ibland även fladdermöss eller apor med mera).

## Arter
Enligt Catalogue of Life innehåller släktet följande 268 arter:

- Aechmea abbreviata
- Aechmea aciculosa
- Aechmea aculeatosepala
- Aechmea aguadocensis
- Aechmea alba
- Aechmea alegrensis
- Aechmea allenii
- Aechmea alopecurus
- Aechmea amicorum
- Aechmea amorimii
- Aechmea ampla
- Aechmea andersoniana
- Aechmea andersonii
- Aechmea angustifolia
- Aechmea anomala
- Aechmea apocalyptica
- Aechmea aquilega
- Aechmea araneosa
- Aechmea arenaria
- Aechmea aripoensis
- Aechmea atrovittata
- Aechmea azurea
- Aechmea bahiana
- Aechmea bambusoides
- Aechmea bauxilumii
- Aechmea bicolor
- Aechmea biflora
- Aechmea blanchetiana
- Aechmea blumenavii
- Aechmea bocainensis
- Aechmea brachyclada
- Aechmea brachystachys
- Aechmea bracteata
- Aechmea brassicoides
- Aechmea brevicollis
- Aechmea bromeliifolia
- Aechmea bruggeri
- Aechmea burle-marxii
- Aechmea caesia
- Aechmea callichroma
- Aechmea calyculata
- Aechmea campanulata
- Aechmea canaliculata
- Aechmea candida
- Aechmea cariocae
- Aechmea carvalhoi
- Aechmea castanea
- Aechmea castelnavii
- Aechmea catendensis
- Aechmea cathcartii
- Aechmea caudata
- Aechmea cephaloides
- Aechmea chantinii - Randananas
- Aechmea chlorophylla
- Aechmea coelestis
- Aechmea colombiana
- Aechmea comata
- Aechmea conferta
- Aechmea confusa
- Aechmea conifera
- Aechmea contracta
- Aechmea correia-araujoi
- Aechmea corymbosa
- Aechmea costantinii
- Aechmea cucullata
- Aechmea curranii
- Aechmea cylindrata
- Aechmea cymosopaniculata
- Aechmea dactylina
- Aechmea dealbata
- Aechmea decurva
- Aechmea depressa
- Aechmea dichlamydea
- Aechmea digitata
- Aechmea discordiae
- Aechmea disjuncta
- Aechmea distichantha
- Aechmea downsiana
- Aechmea drakeana
- Aechmea echinata
- Aechmea egleriana
- Aechmea emmerichiae
- Aechmea entringeri
- Aechmea esseri
- Aechmea eurycorymbus
- Aechmea farinosa
- Aechmea fasciata - Blomsterananas
- Aechmea fendleri
- Aechmea fernandae
- Aechmea ferruginea
- Aechmea filicaulis
- Aechmea flavorosea
- Aechmea flemingii
- Aechmea floribunda
- Aechmea fosteriana
- Aechmea fraseri
- Aechmea frassyi
- Aechmea fraudulosa
- Aechmea froesii
- Aechmea fuerstenbergii
- Aechmea fulgens
- Aechmea gamosepala
- Aechmea geminiflora
- Aechmea gentryi
- Aechmea germinyana
- Aechmea gigantea
- Aechmea glandulosa
- Aechmea gracilis
- Aechmea grazielae
- Aechmea guainumbiorum
- Aechmea guaratubensis
- Aechmea gurkeniana
- Aechmea gustavoi
- Aechmea haltonii
- Aechmea hellae
- Aechmea hoppii
- Aechmea huebneri
- Aechmea iguana
- Aechmea incompta
- Aechmea involucrata
- Aechmea itapoana
- Aechmea joannis
- Aechmea jungurudoensis
- Aechmea kautskyana
- Aechmea kentii
- Aechmea kertesziae
- Aechmea kleinii
- Aechmea koesteri
- Aechmea kuntzeana
- Aechmea lactifera
- Aechmea laevigata
- Aechmea lamarchei
- Aechmea lanata
- Aechmea lanjouwii
- Aechmea lasseri
- Aechmea leonard-kentiana
- Aechmea leppardii
- Aechmea leptantha
- Aechmea leucolepis
- Aechmea lilacinantha
- Aechmea lingulata
- Aechmea lingulatoides
- Aechmea linharesiorum
- Aechmea longicuspis
- Aechmea longifolia
- Aechmea lueddemanniana
- Aechmea lugoi
- Aechmea lymanii
- Aechmea maasii
- Aechmea macrochlamys
- Aechmea maculata
- Aechmea magdalenae
- Aechmea manzanaresiana
- Aechmea marauensis
- Aechmea marginalis
- Aechmea mariae-reginae
- Aechmea matudae
- Aechmea mcvaughii
- Aechmea melinonii
- Aechmea mertensii
- Aechmea mexicana
- Aechmea microcephala
- Aechmea milsteiniana
- Aechmea miniata
- Aechmea mira
- Aechmea mollis
- Aechmea moonenii
- Aechmea moorei
- Aechmea mulfordii
- Aechmea multiflora
- Aechmea murcae
- Aechmea muricata
- Aechmea mutica
- Aechmea nallyi
- Aechmea napoensis
- Aechmea nidularioides
- Aechmea nivea
- Aechmea nudicaulis
- Aechmea organensis
- Aechmea orlandiana
- Aechmea ornata
- Aechmea pabstii
- Aechmea pallida
- Aechmea paniculata
- Aechmea paniculigera
- Aechmea paradoxa
- Aechmea patriciae
- Aechmea pectinata
- Aechmea pedicellata
- Aechmea penduliflora
- Aechmea perforata
- Aechmea pernambucentris
- Aechmea phanerophlebia
- Aechmea pimenti-velosoi
- Aechmea pineliana
- Aechmea pittieri
- Aechmea podantha
- Aechmea poitaei
- Aechmea politii
- Aechmea polyantha
- Aechmea prancei
- Aechmea prava
- Aechmea pseudonudicaulis
- Aechmea pubescens
- Aechmea purpureorosea
- Aechmea pyramidalis
- Aechmea racinae
- Aechmea ramosa
- Aechmea ramusculosa
- Aechmea reclinata
- Aechmea recurvata
- Aechmea retusa
- Aechmea roberto-anselmoi
- Aechmea roberto-seidelii
- Aechmea rodriguesiana
- Aechmea roeseliae
- Aechmea romeroi
- Aechmea rubens
- Aechmea rubiginosa
- Aechmea rubrolilacina
- Aechmea saxicola
- Aechmea seideliana
- Aechmea seidelii
- Aechmea sergipana
- Aechmea serragrandensis
- Aechmea serrata
- Aechmea servitensis
- Aechmea setigera
- Aechmea smithiorum
- Aechmea spectabilis
- Aechmea sphaerocephala
- Aechmea squarrosa
- Aechmea stelligera
- Aechmea stenosepala
- Aechmea streptocalycoides
- Aechmea strobilacea
- Aechmea strobilina
- Aechmea subpetiolata
- Aechmea sucreana
- Aechmea sulbahianensis
- Aechmea tayoensis
- Aechmea tentaculifera
- Aechmea tessmannii
- Aechmea tillandsioides
- Aechmea tocantina
- Aechmea tomentosa
- Aechmea tonduzii
- Aechmea triangularis
- Aechmea triticina
- Aechmea tuitensis
- Aechmea turbinocalyx
- Aechmea vallerandii
- Aechmea van-houtteana
- Aechmea vasquezii
- Aechmea veitchii
- Aechmea victoriana
- Aechmea viridostigma
- Aechmea warasii
- Aechmea weberbaueri
- Aechmea weberi
- Aechmea weilbachii - Violvippa
- Aechmea werdermannii
- Aechmea williamsii
- Aechmea winkleri
- Aechmea wittmackiana
- Aechmea woronowii
- Aechmea wuelfinghoffii
- Aechmea zebrina